# UFC on Fox: Werdum vs. Browne
UFC on Fox: Werdum vs. Browne è stato un evento di arti marziali miste tenuto dalla Ultimate Fighting Championship il 19 aprile 2014 all'Amway Center di Orlando, Stati Uniti.

## Retroscena
La sfida di pesi massimi tra Fabrício Werdum e Travis Browne avrebbe promosso il vincitore a primo contendente per il titolo di categoria che era nelle mani di Cain Velasquez.
Estevan Payan doveva affrontare Sean Soriano, ma quest'ultimo subì un infortunio e venne sostituito da Mike Brown. Successivamente, però, Brown venne rimosso dalla card e rimpiazzato dal nuovo arrivato Alex White.
L'incontro tra Amanda Nunes e Alexis Dufrense venne cancellato dopo l'infortunio da parte di Dufrense.
Santiago Ponzinibbio doveva scontrarsi con Jordan Mein. Tuttavia, Ponzinibbio venne rimosso dalla card per dare spazio a Hernani Perpetuo.

## Risultati
|                  | Divisione       |                     |                 |                  | Metodo                                         | Round           | Tempo           | Premio          |
| Card principale  | Card principale | Card principale     | Card principale | Card principale  | Card principale                                | Card principale | Card principale | Card principale |
| ---------------- | --------------- | ------------------- | --------------- | ---------------- | ---------------------------------------------- | --------------- | --------------- | --------------- |
|                  | Pesi Massimi    | Fabrício Werdum     | batte           | Travis Browne    | Decisione unanime (49-46, 50-45, 50-45)        | 5               | 5:00            |                 |
|                  | Pesi Gallo (F)  | Miesha Tate         | batte           | Liz Carmouche    | Decisione unanime (29-28, 29-28, 29-28)        | 3               | 5:00            |                 |
|                  | Pesi Leggeri    | Donald Cerrone      | batte           | Edson Barboza    | Sottomissione (rear naked choke)               | 1               | 3:15            | POTN            |
|                  | Pesi Medi       | Yoel Romero         | batte           | Brad Tavares     | Decisione unanime (30-27, 30-27, 30-27)        | 3               | 5:00            |                 |
| Card preliminare |                 |                     |                 |                  |                                                |                 |                 |                 |
|                  | Pesi Leggeri    | Khabib Nurmagomedov | batte           | Rafael dos Anjos | Decisione unanime (30-27, 30-27, 30-27)        | 3               | 5:00            |                 |
|                  | Pesi Welter     | Thiago Alves        | batte           | Seth Baczynski   | Decisione unanime (30-27, 30-27, 30-27)        | 3               | 5:00            | FOTN            |
|                  | Pesi Leggeri    | Jorge Masvidal      | batte           | Pat Healy        | Decisione unanime (30-27, 30-27, 29-28)        | 3               | 5:00            |                 |
|                  | Pesi Piuma      | Alex White          | batte           | Estevan Payan    | KO Tecnico (pugni)                             | 1               | 1:28            | POTN            |
|                  | Pesi Medi       | Caio Magalhães      | batte           | Luke Zachrich    | KO Tecnico (pugni)                             | 1               | 0:44            |                 |
|                  | Pesi Welter     | Jordan Mein         | batte           | Hernani Perpétuo | Decisione non unanime (29-28, 28-29, 29-28)    | 3               | 5:00            |                 |
|                  | Pesi Mosca      | Dustin Ortiz        | batte           | Ray Borg         | Decisione non unanime (29-28, 28-29, 29-28)    | 3               | 5:00            |                 |
|                  | Pesi Piuma      | Mirsad Bektić       | batte           | Chas Skelly      | Decisione di maggioranza (29-27, 29-27, 28-28) | 3               | 5:00            |                 |
|                  | Pesi Massimi    | Derrick Lewis       | batte           | Jack May         | KO Tecnico (pugni)                             | 1               | 4:23            |                 |

## Incontri annullati
|  | Divisione          |                |        |                      | Motivo                                        |
|  | ------------------ | -------------- | ------ | -------------------- | --------------------------------------------- |
|  | Pesi Piuma         | Estevan Payan  | contro | Sean Soriano         | Soriano infortunato                           |
|  | Pesi Piuma         | Estevan Payan  | contro | Mike Brown           | Brown infortunato                             |
|  | Pesi Gallo Femmine | Amanda Nunes   | contro | Alexis DuFresne      | DuFresne infortunata                          |
|  | Pesi Welter        | Jordan Mein    | contro | Santiago Ponzinibbio | Ponzinibbio tolto senza motivazione ufficiale |
|  | Pesi Medi          | Caio Magalhães | contro | Josh Samman          | Samman infortunato                            |